# Montserrat (Spanyolország)
Montserrat település Spanyolországban, Valencia tartományban. Montserrat Picassent, Llombai, Torrent, Real de Montroi, Montroy és Turís községekkel határos. Lakosainak száma 9656 fő (2024).

## Népesség
A település népessége az utóbbi években az alábbiak szerint változott:
| Lakosok száma | 3253 | 4091 | 5452 | 6421 | 7133 | 7202 | 7419 | 7878 | 9017 | 9656 |
|               | 2001 | 2004 | 2007 | 2009 | 2012 | 2014 | 2017 | 2019 | 2022 | 2024 |